# لودی، میشیگان
لودی (به انگلیسی: Lodi Township) یک منطقهٔ مسکونی در ایالات متحده آمریکا است که در شهرستان وشتناو واقع شده‌است.
 لودی ۸۹٫۲ کیلومتر مربع مساحت و ۶٬۰۵۸ نفر جمعیت دارد و ۲۸۷ متر بالاتر از سطح دریا واقع شده‌است.